# Frăsinet (Călărași)
Pour les articles homonymes, voir Frăsinet.
Frăsinet est une commune du județ de Călărași en Roumanie.